# Rui Pedro Couto Ramalho
Rui Pedro Couto Ramalho (* 2. Juli 1988 in Vila Nova de Gaia), bekannt als Rui Pedro, ist ein portugiesischer ehemaliger Fußballspieler. Der Stürmer sspielte auch in Ungarn, Rumänien und Bulgarien.

## Karriere
Rui Pedro kam im Jahr 2001 in die Jugend des FC Porto. Nachdem er dort die Jugendmannschaften durchlaufen hatte, kam er im Jahr 2007 in den Kader der ersten Mannschaft, konnte sich dort aber nicht durchsetzen. Anfang 2008 wurde er an Ligakonkurrent CF Estrela Amadora ausgeliehen, wo er auf vier Einsätze kam. Im Sommer 2008 wurde er für ein Jahr an Portimonense SC in die Segunda Liga ausgeliehen, im Sommer 2009 erneut für ein Jahr in die Segunda Liga – diesmal an den Gil Vicente FC. Dort konnte er seine ersten Tore erzielen. Auch im Sommer 2010 vereinbarte der FC Porto ein Leihgeschäft und Rui Pedro spielte in der Saison 2010/11 für Leixões SC in der Segunda Liga um den Aufstieg ins Oberhaus.
Im Sommer 2011 verließ Rui Pedro Portugal und wechselte zu CFR Cluj in die rumänische Liga 1. In seiner ersten Saison kam er in Cluj zwar nur auf 13 Einsätze, gewann aber mit der Meisterschaft 2012 seinen ersten Titel. In den folgenden Spielzeiten wurde er zur Stammkraft im Sturm, platzierte sich mit seiner Mannschaft im Mittelfeld der Liga. Im Sommer 2014 wurde sein Vertrag nicht verlängert. Anschließend kehrte er nach Portugal zurück, wo ihn Académica de Coimbra unter Vertrag nahm. Er gehörte in der Saison 2014/15 zum Stamm der Mannschaft, mit der er sich den Klassenverbleib sicherte. In der Spielzeit 2015/16 musste er häufiger auf der Ersatzbank Platz nehmen. Nach dem Abstieg Coimbras im Frühjahr 2016 verließ er den Klub und schloss sich dem bulgarischen Erstligisten ZSKA Sofia an.

## Erfolge
- Rumänischer Meister: 2012